# Музей Кракова
Музей Кракова (пол. Muzeum Krakowa), до 2019 года — Краковский исторический музей, или Исторический музей города Кракова (пол. Muzeum Historyczne Miasta Krakowa) — исторический музей, находящийся в городе Краков, Польша. Главное здание музея находится во дворце «Кристофоры» на Главном Рынке, 35. музей состоит из 14 филиалов, которые располагаются в различных местах города. Зарегистрирован в Государственном реестре музеев.

## История
Музей был основан в 1899 году как отдел при Архиве древних актов города Кракова. Отдел менял несколько раз своё местоположение. Первоначально он располагался в здании Краковского национального архива на улице Сенной, дом 16, позднее — в Доме под крестом на улице Шпитальной, дом 21 и в Краузовском доме на улице святого Яна. С самого начала своего существования музей не экспонировал свои коллекции. Только в 1952 году в Краузовском доме была организована первая музейная выставка. С 1964 года музей располагается во дворце «Кристофоры», в котором находится выставка «Жизнь и культура Кракова».
В настоящее время в музее собрана коллекция различных предметов XVII—XX веков, связанных с историей Кракова.
С самого начала своей организации музей декларировал поддержку местных народных традиций, таких как Краковский Лайконик, стрелецкое «Братство Куркове», конкурс краковских шопок.

## Филиалы музея
- Аптека под орлом;
- Барбакан;
- Целестат;
- Дом под крестом;
- История Новой-Хуты;
- Фабрика Шиндлера;
- Дом Хиполитов;
- Кристофоры;
- Поморская улица;
- Подземелья Рынка;
- Старая синагога;
- Крепостная стена — туристический маршрут;
- Ратушная башня;
- Звежинецкий дом.